# Oldřich Zábrodský
Oldřich Zábrodský   (Praga, 28 de febrer de 1926 - 22 de setembre de 2015) va ser un jugador d'hoquei sobre gel txec que va competir sota bandera txecoslovaca durant la dècada de 1940. Era germà del també jugador d'hoquei Vladimír Zábrodský.
El 1948 va prendre part en els Jocs Olímpics d'Hivern de St. Moritz, on guanyà la medalla de plata en la competició d'hoquei sobre gel.
El 1951 va emigrar als Estats Units i el 1960 es va traslladar a Bèlgica, on va viure fins a la seva mort el 2015.